# Naranjilla
Naranjilla (Solanum quitoense) är en art i släktet skattor inom familjen potatisväxter, som beskrevs av Jean-Baptiste de Lamarck. Arten förekommer i Colombia och Ecuador, och inga underarter finns listade i Catalogue of Life.
Arten ger en mycket söt och uppskattad frukt som får en bättre smak om den odlas på högre höjd än 1500 meter. Plantan kan inte övervintra i minusgrader även om den tål enskilda frostnätter så länge den värms upp ordentligt under dagen.
Växten har mycket vassa taggar på hela växten utom dess frukt. Taggarna kan bli upp till 2 cm långa.
Arten odlas ibland som kruk- eller utplanteringsväxt i Sverige. Säljs ibland under namnet Jurassica i handeln.

## Bilder

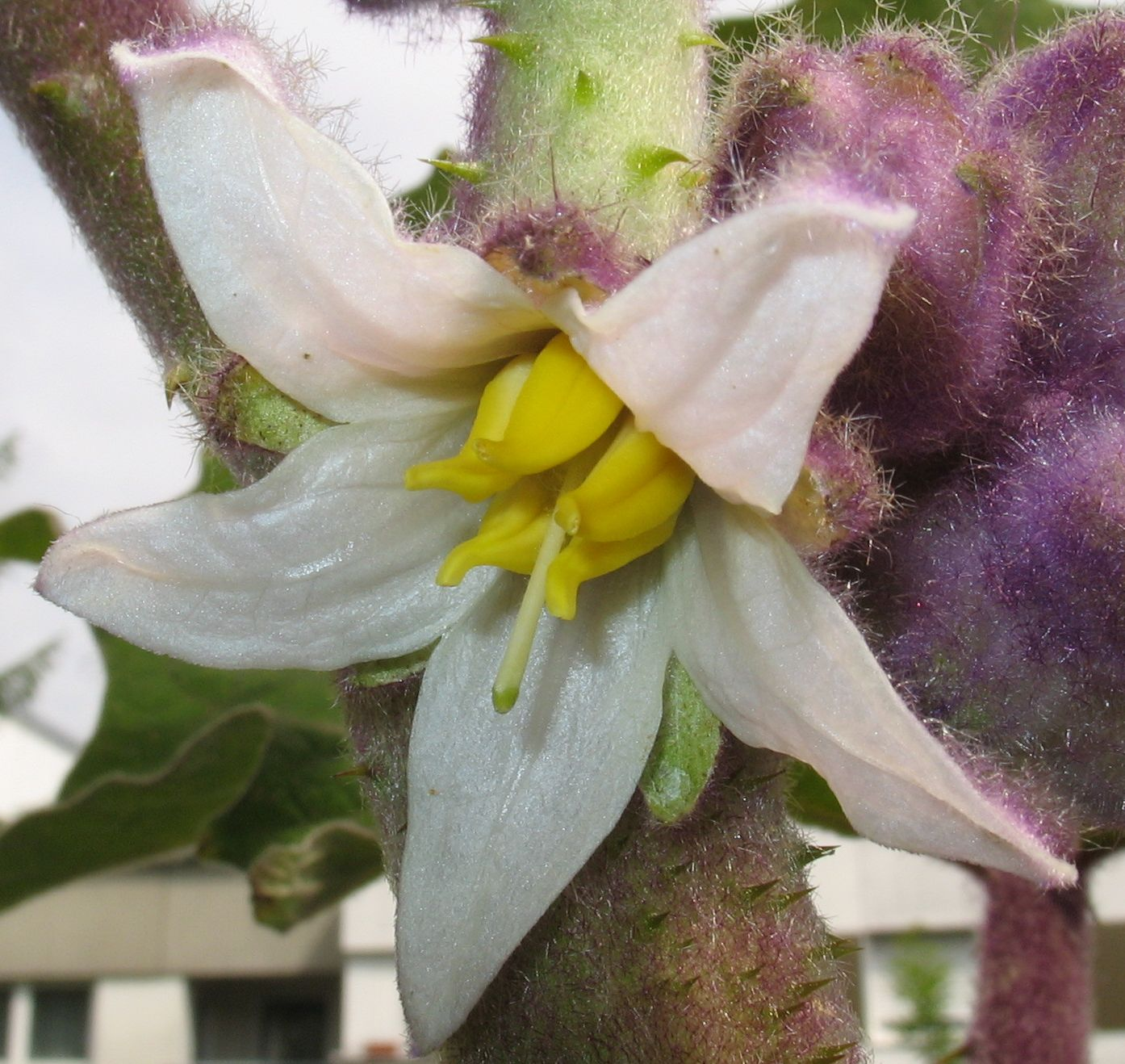
Blomma.
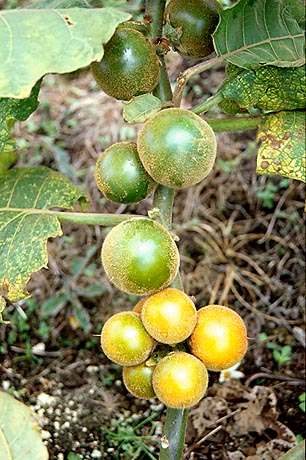
Frukter på en planta.
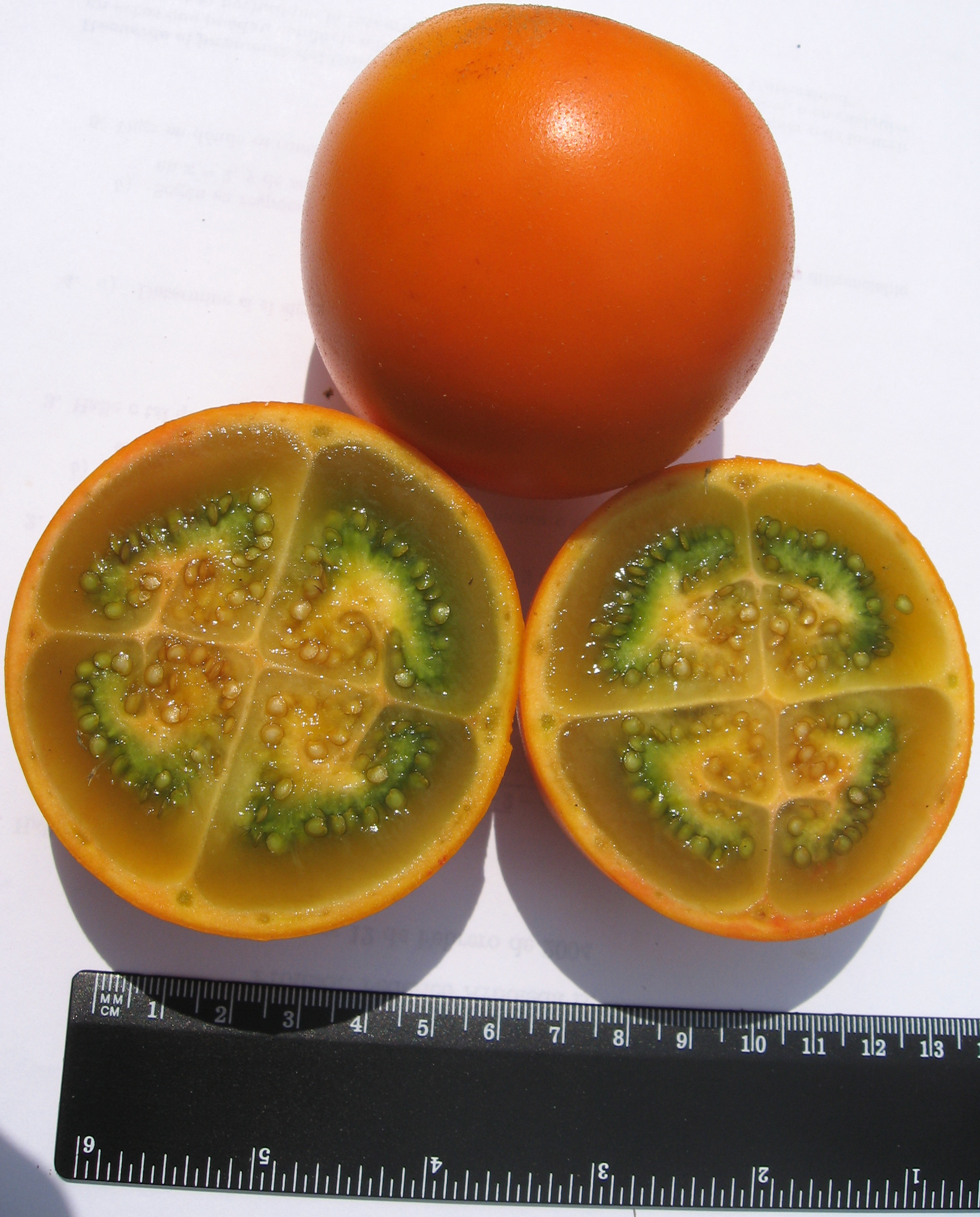
Frukter.
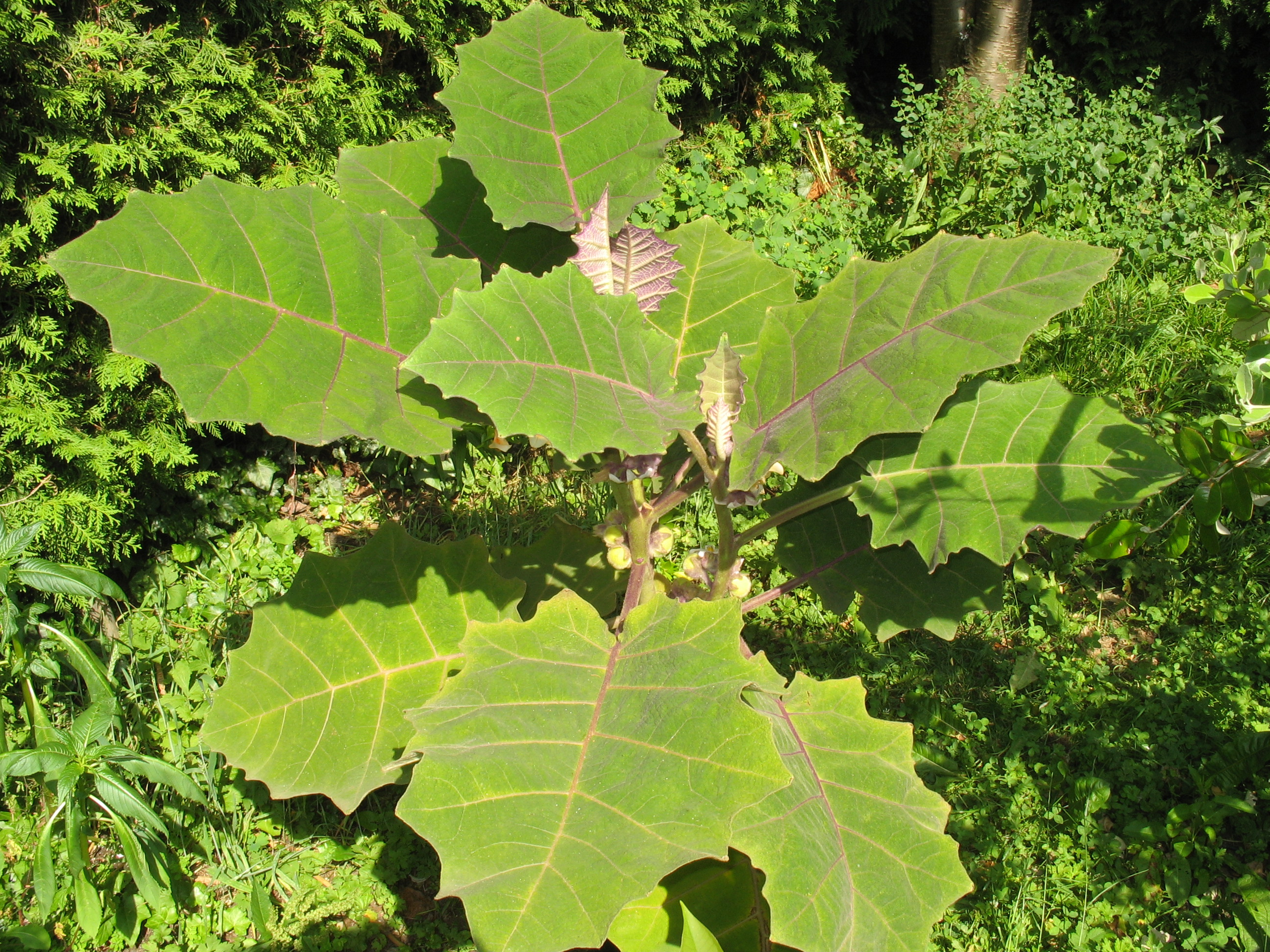
Löv.
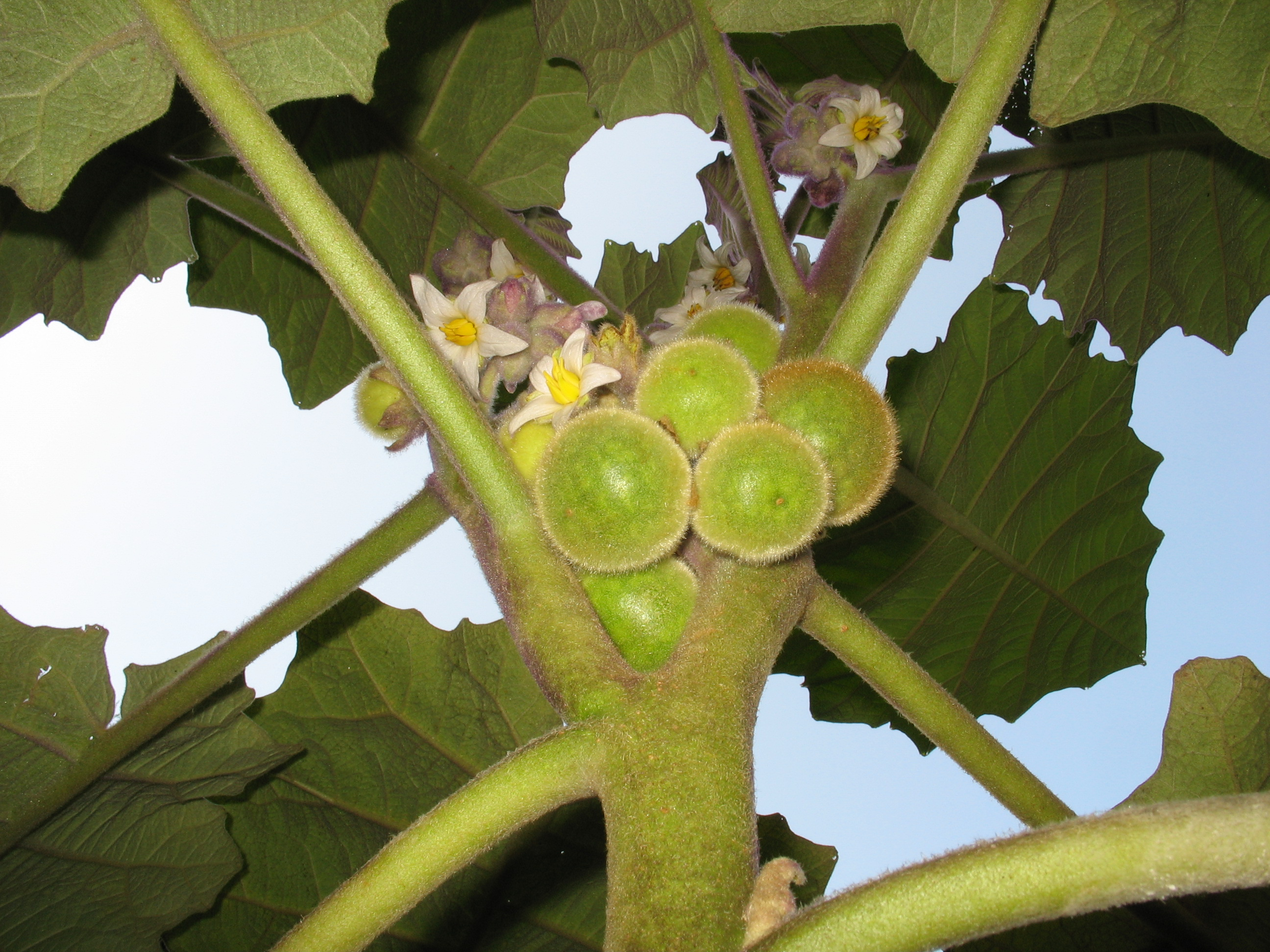
Blommor och unga frukter.
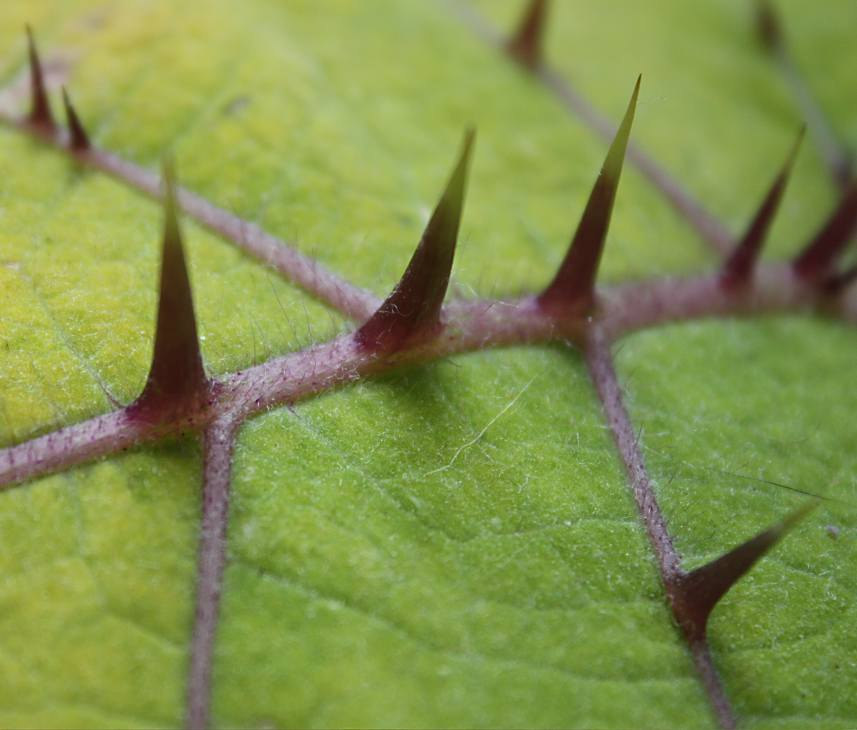
Taggar på ovansida av löv.
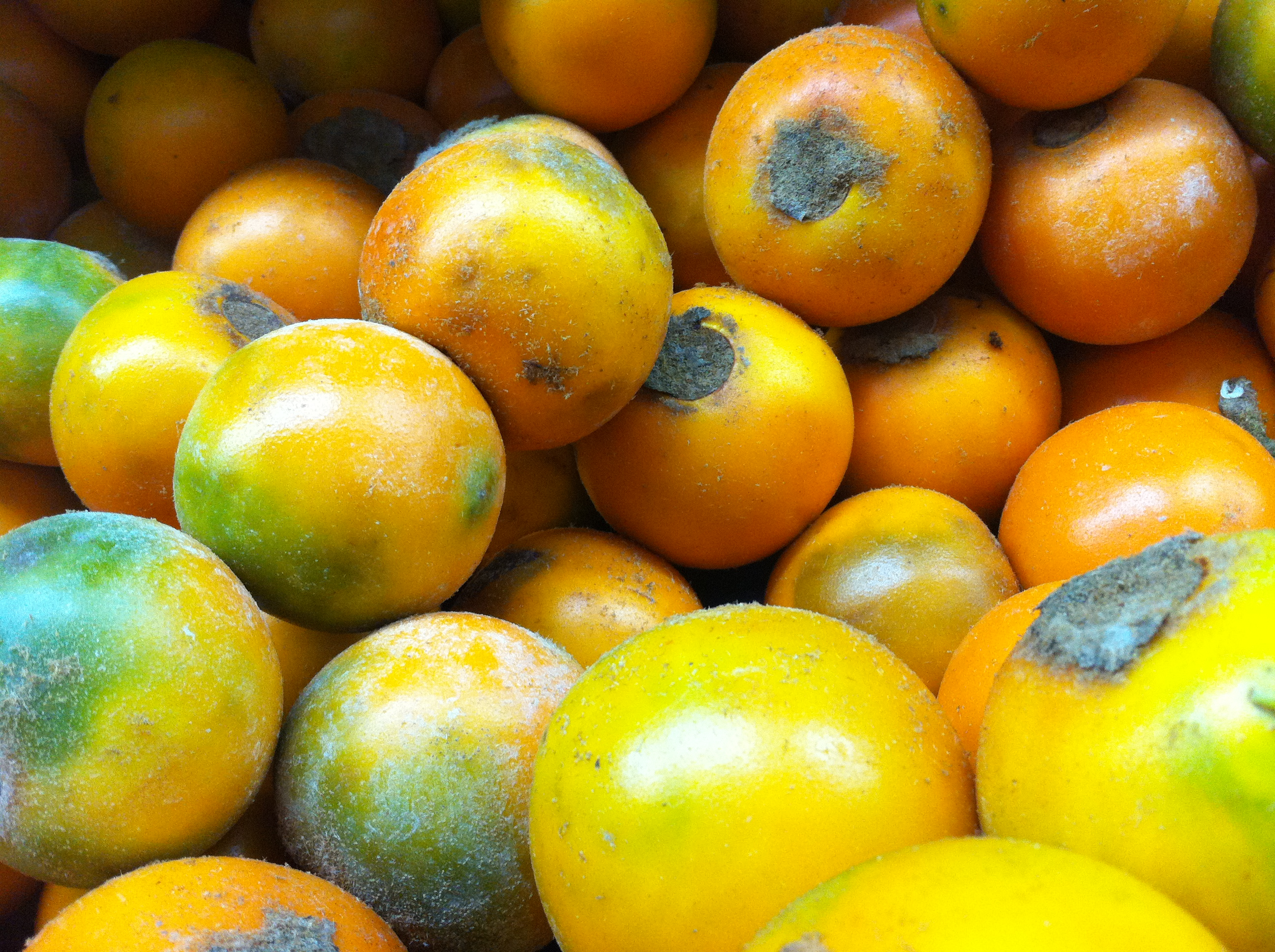
Skördade frukter.
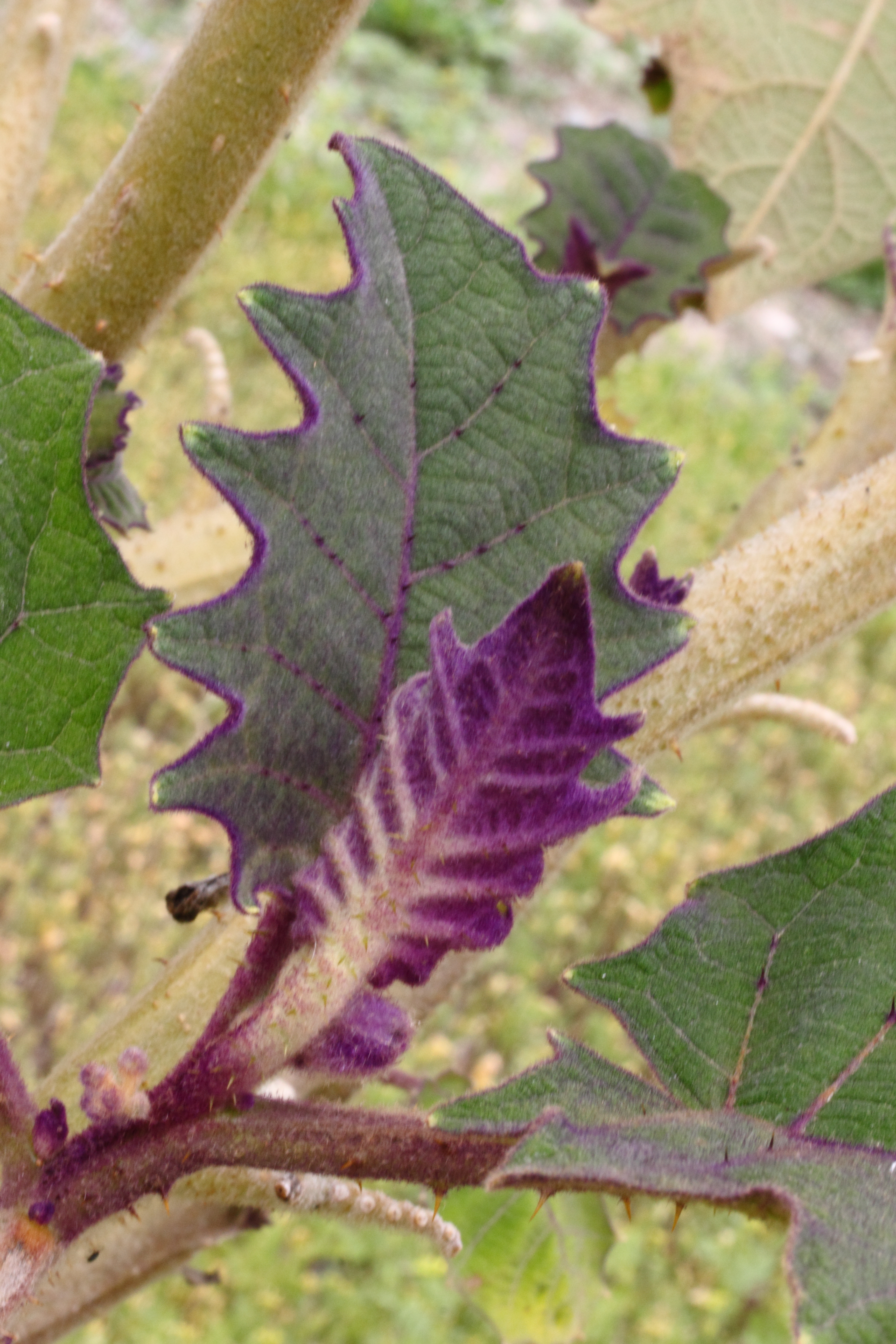
Unga löv.